# Алимов, Леонид Александрович
Леонид Александрович Алимов (род. 24 сентября 1970) — российский театральный режиссёр

, актер.
Биография
Алимов Леонид Александрович родился 24 сентября 1970 года в городе Фролово Волгоградской области. В 1990 г. поступил в Ленинградский государственный институт театра, музыки и кинематографии им. Н. К. Черкасова (ныне — РГИСИ) на актёрско-режиссёрский курс Льва Додина, который окончил в 1995 году.
С 1994 по 2004 гг. работал в Академическом Малом драматическом театре (Театр Европы, Санкт-Петербург).
Сотрудничал со многими театрами Санкт-Петербурга:
- Малый Драматический театр.
- Театр «Приют Комедианта».
- Театр «Балтийский Дом».
- Театр "Особняк".
- Театр на Васильевском.
- Александринский театр.
- Более 30 постановок осуществлены Л.А.Алимовым. Его спектакли с успехом идут в театрах С-Петербурга, Ростова-на-Дону, Калининграда, Великого Новгорода, Караганды, Лиможа ( Франция), Воронежа, Иваново, Новосибирска, Бишкека. Много лет Л.А.Алимов сотрудничал с ведущими театральными коллективами КНР.

С апреля 2018 года — главный режиссёр театра им. В. Ф. Комиссаржевской (Санкт-Петербург)

## Семья
- Отец: Алимов Александр Васильевич (1936—2007)
- Мать: Алимова (Губина) Валентина Киреевна (1940—2016)
- Брат: Алимов Евгений Александрович (р. 1963)
- Жена: Алимова (Горловецкая) Жанна Даниловна

## Театральные работы -Актерские.
- И. Гончаров «Жизнь Ильи Ильича» — Обломов, реж. И. Коняев;
- Ж-Б. Мольер «Проделки Скапена» — Жеронт, реж. И. Коняев;
- Ж-Б. Мольер «Тартюф» — Оргон, реж. А. Прикотенко;
- А. Чехов «Пиль» — Обтомперанский, реж. И. Коняев;
- Т. Уайлдер «Долгий Рождественский обед» — Родерик, реж. С. Каргин;
- Ю. Мисима «Парчовый барабан» — Поэт, реж. В. Туманов;
- П. Шерешевский, «Как ты belle…» — Гурам, реж. П. Шерешевский;
- М. МакДонах «Калека с острова Инишмаан» — Джонни, реж. Б. Чакринов;
- Ф. Сологуб «Вертеп» («Мелкий бес») — Рутилов, реж. Р. Смирнов;
- Братья Пресняковы «Изображая жертву» — Сысоев, реж. И. Коняев;
- Я. Вишневский «Одиночество в сети» — 10 ролей, реж. Г. Барановский;
- М. Булгаков «Мастер и Маргарита» — Берлиоз, реж. И. Вайткус;
- М. МакДонах «Лейтенант» — Донни, реж. А. Утеганов;
- А. Платонов «Чевенгур» — Бог, реж. Л. Додин;
- С. Каледин «Гаудеамус» — Фиша Ицкович, реж. Л. Додин;
- «Клаустрофобия» — Председатель, реж. Л. Додин;
- А. Чехов «Пьеса без названия» — Слуга, реж. Л. Додин;
- Д. Макдональд «Невесомая принцесса» — Король, реж. Колотова;
- Д. Привалов «Люди древнейших профессий» — Первый, реж. В. Михельсон;
- А. Чехов «Чайка» — Тригорин, реж. Й. Вайткус;
- В. Ерофеев «Москва — Петушки» — Веничка, реж. А. Жолдак;
- М. Горький «Дети солнца» — Вагин, реж. В. Туманов;
- М. Булгаков, В. Хаунин — «Не верю!!!…» — Иван Васильевич — реж. Р. Сотилли;
- О. Мухина — «Таня — Таня» — Охлобыстин — реж. В. Туманов;
- Л. Улицкая — «Зелёный шатёр» — Чибиков — реж. А. Бубень;
- Я. Реза — «Бог резни» — Мишель Валлон — реж. А. Бубень;
- А. Грибоедов — «Горе уму» — Фамусов — реж. А. Белинский
- У. Шекспир — «Гамлет» — Полоний — реж. В. Фокин
- Н. В. Гоголь — «Ревизор» — Ляпкин-Тяпкин — реж. В. Фокин
- У. Шекспир — «Макбет» — Макбет — реж. Люк Персеваль
- У.Шекспир — " Сон в летнюю ночь " — Ник Мотовило/ Пирам — реж. С.Пуркарете
- А.Конан-Дойл — " Шерлок Холмс " — Профессор Мориарти — реж. И.Коняев
- М.Булгаков — " Зойкина квартира " — Гусь — Ремонтный — реж. Ю.Ядровский
- А.Островский — " Таланты и Поклонники " — Нароков — реж. И.Райхельгауз
- Н.Гоголь — " Тарас " — Тарас — реж. С.Потапов.

## Фильмография
- 2001 Практикантка | фильм 6
- 2003 Я всё решу сама — 2. Голос сердца :: Бо Бо
- 2003 Я всё решу сама — 1. Танцующая на волнах :: Бо Бо
- 2004 Улицы разбитых фонарей-6 :: Курбанов, следователь
- 2004 Одиночный выстрел | 22-я серия
- 2004 Своя чужая жизнь :: Продюсер
- 2004 Мангуст-2 :: Охранник Давида Ивановича
- 2004 Дорогой гость | 7-я серия
- 2004 Агентство НЛС-2 :: Шахов
- 2005 Пираты XXI века | 4-я серия
- 2005 Улицы разбитых фонарей-7 :: Магомет Курбатов
- 2005 Чужие окна | 17-я серия
- 2005 Брежнев ::Писатель
- 2005 Братва :: Гугуцэ :: Главная роль 1-12я серия
- 2006 Час пик :: Антонио Лучини
- 2006 Старые дела :: Артем Викторович Сорин, продюсер. 7-я серия
- 2006 Синдикат :: Ресторатор
- 2006 Морские дьяволы — 1 :: Офицер спецназа
- 2006 Мне не больно :: Олигарх (нет в титрах)
- 2006 Мечта :: Ассириец
- 2006 Контора :: Режиссёр
- 2006 Адвокаты призрака | 6-я серия
- 2007 Слепой-3 :: Семён Блюмкин
- 2007 Программа убивать | Фильм № 1
- 2007 Преступление и наказание :: Кох
- 2007 Последнее путешествие Синдбада :: Хамид, хозяин отеля
- 2007 Литейный, 4 (1-й сезон)
- 2008 Предприниматель (не был завершён) :: Мексиканец
- 2008 Не думай про белых обезьян | Don’t Think About White Monkeys :: Амбал
- 2008 Дорожный патруль 2 :: Черкасов
- 2008 Конкурент | фильм 5
- 2008 Дилер :: Гурген
- 2008 Подделка | 5-я серия
- 2008 Гончие — 2 :: Фикрет
- 2008 До первой крови | 1-й фильм
- 2008 Августейший посол :: Ллойд
- 2008 Без единой остановки | 21-я серия
- 2009 Смерть Вазир-Мухтара :: Мирза Якуб
- 2009 Прянички :: Пётр Красильников
- 2009 Правило лабиринта :: Арам
- 2009 Отставник :: Жилец
- 2009 Литейный (3-й сезон) :: Вахтанг
- 2009 Виртуоз | Серия 11
- 2009 Ещё не вечер :: Стас Силаев, американец
- 2009 Клетка для совы | Фильм № 6
- 2009 Вербное воскресенье :: Тофик Гусейнов, директор рынка
- 2010 ППС :: Тигран
- 2010 Гаишники (Россия, Украина) :: Клиент № 2
- 2010 Последний патрон | Фильм № 9
- 2010 Slove. Прямо в сердце :: Макаров
- 2011 Тайны следствия −10 :: Сурен Рубенович Фарманян
- 2011 Горячие следы | Фильм № 1
- 2011 Счастливчик Пашка :: Гарик
- 2011 Небесный суд :: Махмуд
- 2011 Настоящие :: Кабулов
- 2011 Наркотрафик :: Карло Родригес, наркобарон
- 2011 Презентация | Фильм № 4
- 2011 Старые связи | Фильм № 10
- 2011 Ментовские войны-6 :: Гусейнов, начальник 107-го отделения милиции
- 2011 Банда | Фильм № 1
- 2011 Защита свидетелей :: Баги Агарагимов, бизнесмен
- 2011 В твоих глазах :: Неверов, криминальный бизнесмен
- 2011 Беглец :: Водитель КамАЗа
- 2012 Хмуров :: Зиновий Александрович Шильман
- 2012 Провинциал :: Григорий Ашотович, хозяин автосервиса
- 2012 Кремень :: Фарид, хозяин кафе
- 2012 Агент особого назначения-3 :: Александр Геннадьевич, банкир
- 2012 Телохранитель | Фильм № 5
- 2013 Улицы разбитых фонарей-13 :: Чардаш
- 2013 Собачья смерть | 11-я серия
- 2013 Позывной «Стая» :: Саидов
- 2013 Лекарство против страха :: Рафаэл, отец Лианы
- 2014 Наставник (телесериал) :: Хозяин кафе
- 2014 Аз воздам :: Георгий Тадеев
- 2014 Тальянка; Даниил Девиджиев, главный режиссёр театра
- 2015 Чума: Батыр, хозяин ювелирного «рынка»
- 2015—2016 Такая работа: Вадим Орешкин, трусливый майор ОСБ,оборотень в погонах
- 2015 Мойша — брат Лёнчика | Фильм № 1
- 2015 Три счастливых женщины: Эдуард Левонович, хозяин ресторана
- 2015 Морские дьяволы. Смерч-3 : Филонов
- 2015 Капкан для генерала | Фильм № 1
- 2015 Белая стрела. Возмездие : Армен
- 2015 Убийцы на «Доверие» | 8-я серия
- 2015 Парень с нашего двора | 53-я серия
- 2015 Мёртвая хватка | 54-я серия
- 2016 Королевство красоты | 93-я серия
- 2016 Запрещенные игры | 94-я серия
- 2017 Инспектор Купер. Невидимый враг : Мурадов
- 2017 Жадность | Фильм № 5
- 2016 Что и требовалось доказать; Роберт Галимов, бизнесмен
- 2016 Королевство красоты | 93-я серия
- 2016 Запрещенные игры | 94-я серия
- 2017 Алмазный эндшпиль; Аман Русланович Купцов, криминальный бизнесмен
- 2018 Мажор-3: Хасанов
- 2018 Реализация: Руслан
- 2018 История одного назначения: Толстяк
- 2019 Тёмная сторона света: Аркадий Ильич Бринёв
- 2019 Конь изабелловой масти: Цыганский барон
- 2020 Улики из прошлого. Роман без последней страницы: Гебарян
- 2020 Тайны следствия-20.Тройной прыжок | Фильм № 7.
- 2021 Вертинский: Морфесси
- 2021 Голая в пальто (короткометражный): Михаил.
- 2022 Янычар: Посол Турции
- 2022 Бизнес-план счастья : Михаил Ефимович Гинзбург.
- 2023 Бизон: дело манекенщицы : Георгий Вдовин.

## Режиссёрские работы
- «Сталин.Ночь» (по произведениям В. П. Некрасова) -Театр «Балтийский Дом»(Санкт-Петербург)
- Д.Агрон-«Дворик»- Независимый Театральный Проект (С-Петербург).
- «Встретились — поговорили…» (по произведениям С. Довлатова) — Театр «Балтийский Дом»(Санкт-Петербург)
- Л.Толстой — «Воскресение» — «Театр № 13» г. Гуанчжоу. КНР.
- Л.Герш — «Эти свободные бабочки…» — Театр на Васильевском (Санкт-Петербург)
- Е.Унгард — «День Космонавтики» — Театр «Балтийский Дом» (Санкт-Петербург)
- «Наш Дом» — «Театр № 13» г. Гуанчжоу. КНР.
- «Анекдот» — по пьесам А.Вампилова — Театр «Балтийский Дом» (Санкт — Петербург)
- А.Володин — «Пять Вечеров» — Нанкинский Городской Драматический Театр — (г. Нанкин. Китай).
- Б.Пастернак — " Доктор Живаго " — Театр им. В. Ф. Комиссаржевской (Санкт-Петербург)
- А.Солженицын — «Матренин двор» — Театр им. В. Ф. Комиссаржевской (Санкт-Петербург)
- М.Булгаков — «Театральный роман» -Театр «Балтийский Дом» (Санкт-Петербург)
- « Я вернулся в мой город…» — Театр им. В. Ф. Комиссаржевской (Санкт-Петербург)
- А.Осецки — «Вкус черешни» (автор сценической версии; художественный руководитель проекта)-Продюсерский центр "Невский ".
- И. А. Гончаров — «Обломов» — Театр им. В. Ф. Комиссаржевской (Санкт-Петербург).
- Э.Т.В. Гофман — «Тайны парижских бриллиантов» (по новелле «Мадмуазель Скюдери») — Калининградский  драматический театр.
- Е.Унгард — «Самая счастливая» — Калининградский  драматический театр.
- А. П. Чехов — «Дуэль» — Театр им. В. Ф. Комиссаржевской (Санкт-Петербург)
- Ги де Мопассан — «Мопассан. Истории». Théâtre de L’Union (Франция. город Лимож. Совместно с Лиможской Театральной Академией).
- «Двадцать минут с ангелом» (первая часть дилогии по произведениям А.Вампилова) — Театр им. В. Ф. Комиссаржевской (С-Петербург).
- К. Дютюрон — " Беглянки " — Театр им. В. Ф. Комиссаржевской (С-Петербург).
- А.Вампилов — „ Старший сын “ - Карагандинский русский драматический театр им. К. С. Станиславского. Казахстан.
- Ш. де Лакло - „ Опасные связи “. Ростовский Академический Молодёжный театр.       (Ростов - на -Дону)
- К.Рубинский - " Осторожно, танго ". С-Петербург.
- Е.Гришковец - " Весы " . Новгородский Академический театр им Ф.М.Достоевского (Великий Новгород).
- К. Дютюрон — " Беглянки " — Воронежский Академический драматический театр им.А.М.Кольцова
- Я.Пулинович - " Земля Эльзы" - Ростовский Академический Молодежный театр.(Ростов-на- Дону).
- Ги де Мопассан - " Новеллы о любви" - Театр им. В. Ф. Комиссаржевской (С-Петербург).
- А. П. Чехов - "Три сестры" - Ивановский драматический театр
- А.П.Чехов - " Степь" - Новочеркасский драматический театр им.В.Ф.Комиссаржевской
- А.С.Пушкин - " Сказка о царе Салтане" - Театр марионеток им.Е.Деммени ( С-Петербург)
- А.С.Пушкин - " Барышня -Крестьянка " - Новгородский театр им.Ф.М.Достоевского
- Н. Кротова, У. Стратонитская - " Солнечный удар "( мюзикл по мотивам рассказов И. А. Бунина) - Новосибирский музыкальный театр.
- А.П.Чехов - " Три сестры" - Национальный Русский Драматический театр им.Ч.Айтматова - Бишкек , Кыргызстан.
- В.М.Шукшин - " Хорошие люди " - театр " Драма номер три " -  г. Каменск - Уральский

## Призы и награды
- Номинант на высшую театральную премию Санкт-Петербурга — "Золотой софит' за роль Джонни в спектакле "Калека с острова Инишмаан" в постановке Б. Чакринова, Театр-фестиваль "Балтийский Дом".
- 2011 — лауреат премии "Золотой софит" в номинации "Лучший актёрский дуэт" — Владас Багдонас (Венедикт) и Леонид Алимов (Венечка) — за дуэт в спектакле "Москва-Петушки" в постановке Андрея Жолдака, Театр-фестиваль "Балтийский дом".
- 2013 — лауреат премии "Золотой софит" в номинации "Лучший актёрский ансамбль" за спектакль "Зелёный шатёр" в постановке Анджея Бубеня, Театр-фестиваль "Балтийский дом".
- 2022 — Благодарность Законодательного Собрания Санкт-Петербурга (2 ноября 2022 года) — за выдающиеся личные заслуги в развитии культуры и искусства в Санкт-Петербурге, многолетнюю плодотворную творческую деятельность, а также в связи с 80-летием со дня основания Санкт-Петербургского государственного бюджетного учреждения культуры «Академический драматический театр им. В. Ф. Комиссаржевской»[1].